# Аксья
Аксья́ (фр. и окс. Axiat) — коммуна во Франции, находится в регионе Окситания. Департамент коммуны — Арьеж. Входит в состав кантона Ле-Кабан. Округ коммуны — Фуа.
Код INSEE коммуны — 09031.

## Население
Население коммуны на 2008 год составляло 26 человек.
| 1962 | 1968 | 1975 | 1982 | 1990 | 1999 | 2008 |
| ---- | ---- | ---- | ---- | ---- | ---- | ---- |
| 23   | 52   | 41   | 48   | 42   | 35   | 26   |

## Экономика
В 2007 году среди 14 человек в трудоспособном возрасте (15—64 лет) 12 были экономически активными, 2 — неактивными (показатель активности — 85,7 %, в 1999 году было 64,7 %). Из 12 активных работали 12 человек (6 мужчин и 6 женщин), безработных не было. Среди 2 неактивных 2 человека были пенсионерами.

## Галерея

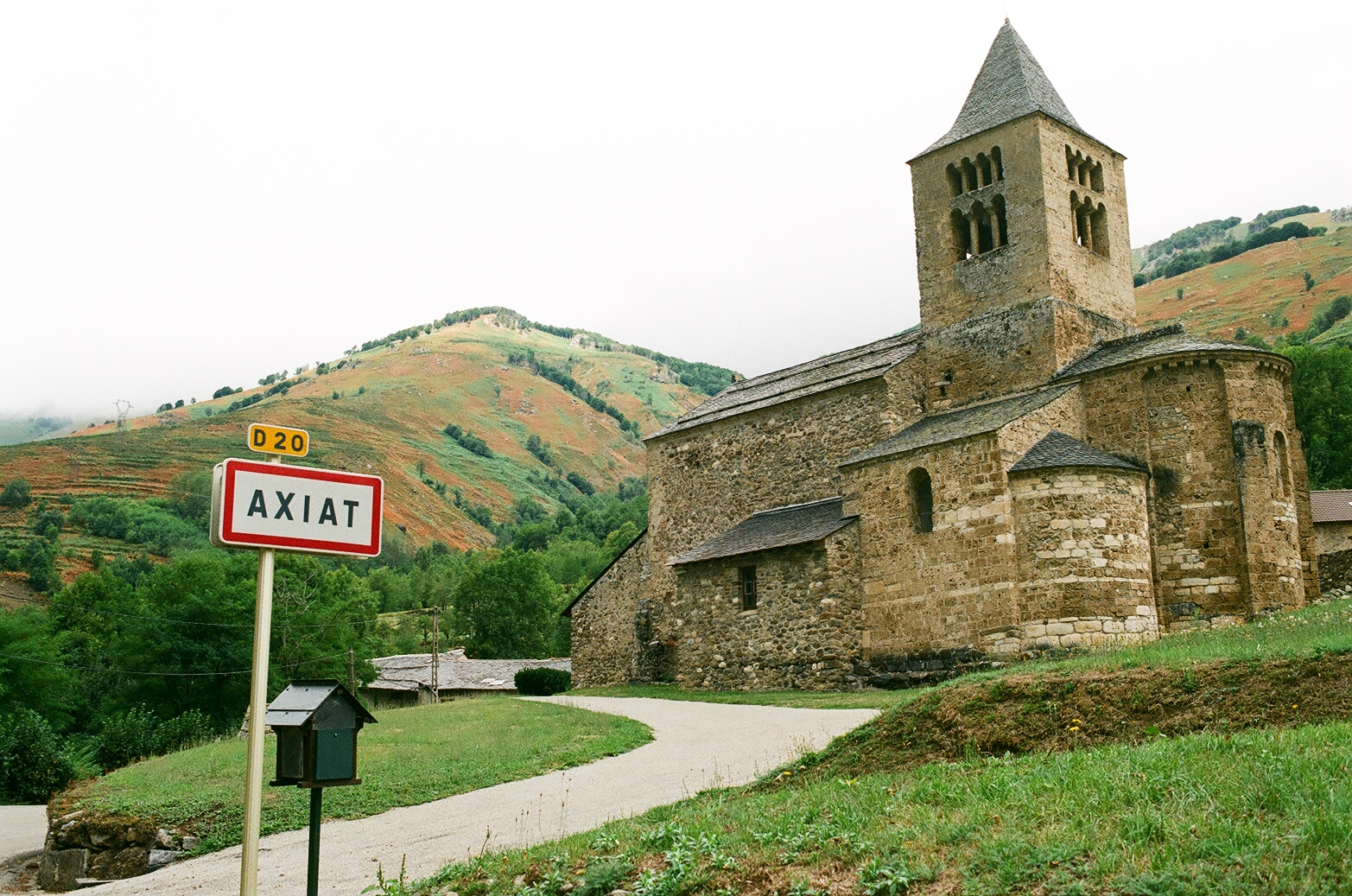
Церковь Сен-Жюльен
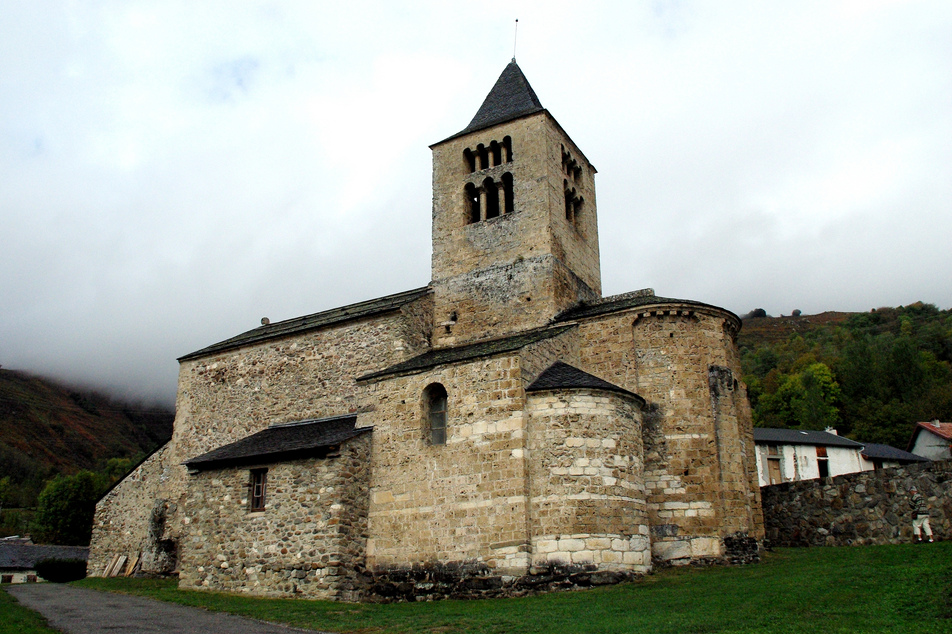
Церковь Сен-Жюльен
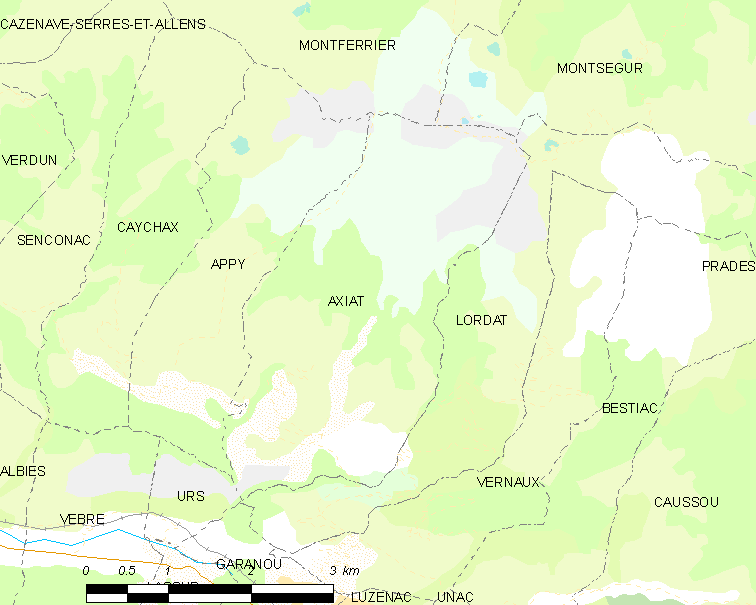
Карта коммуны